# اسلام‌آباد (امیدیه)
اسلام‌آباد، روستایی از توابع بخش جایزان شهرستان امیدیه در استان خوزستان ایران است.

## جمعیت
این روستا در بخش جایزان قرار دارد و براساس سرشماری مرکز آمار ایران در سال ۱۳۸۵، جمعیت آن ۱٬۷۲۰ نفر (۳۴۰ خانوار) بوده‌است. اکثریت جمعیت روستای اسلام‌آباد را سادات طایفه منیزوری تشکیل می‌دهند.